# 南後街

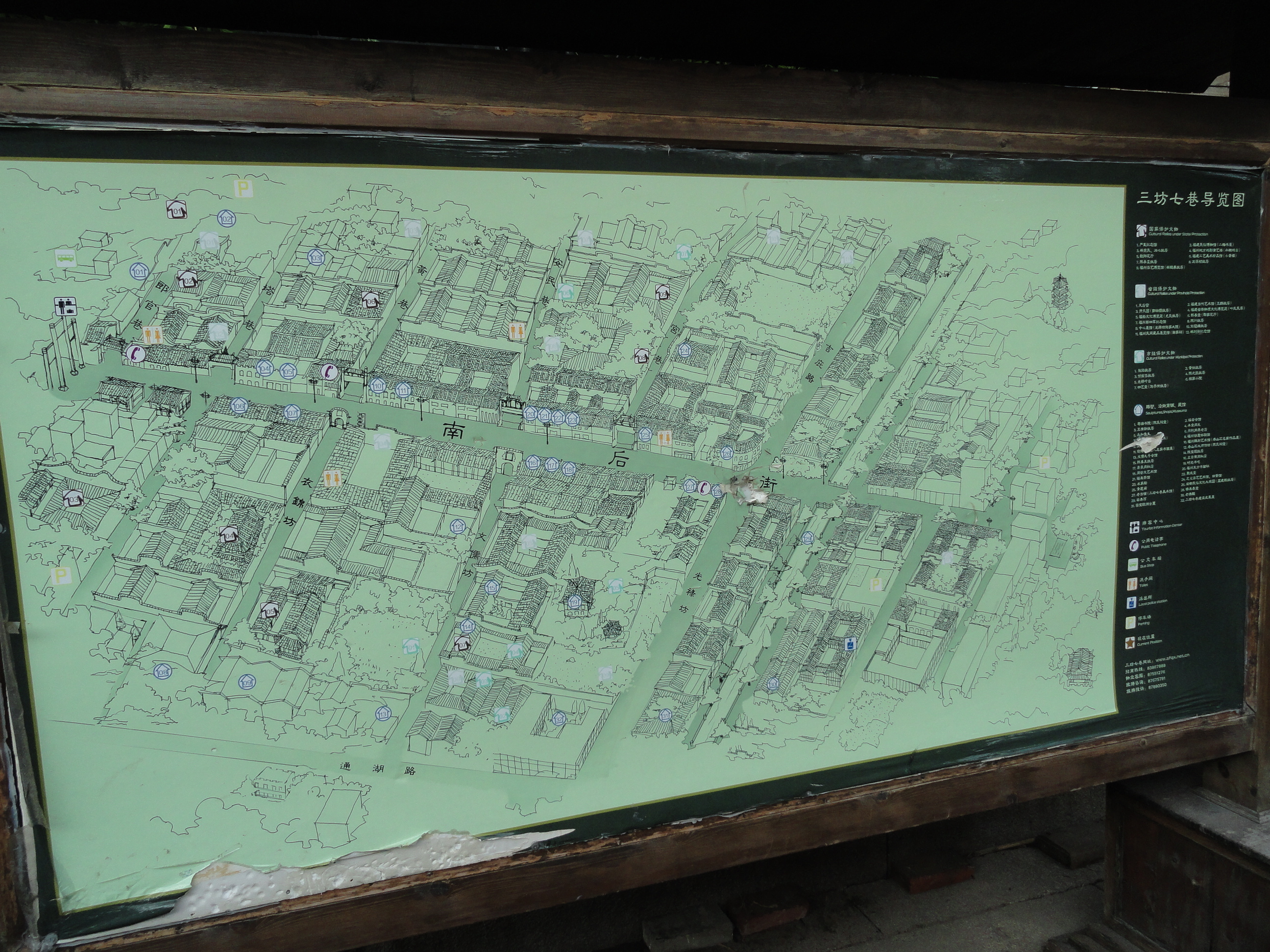
福州三坊七巷导览图，其中主干道便是南后街

南後街（平話字：Nàng-âu-gă̤），或称後街（平話字：âu-gă̤），是中国福州市的一条知名街道，位于市中心鼓楼区，南北走向，北起杨桥路，南到吉庇路接澳门路，全长634米，路宽12米，其东侧的杨桥巷、郎官巷、塔巷、黄巷、安民巷、宫巷、吉庇巷等七巷与西侧的衣锦坊、文儒坊、光禄坊三坊呈鱼骨状排列，为著名的三坊七巷的中轴线。东西两侧的平行道路分别为八一七北路和通湖路。
南后街原为宽三四米的石板路，民国年间拓宽为近代马路。2009年1月，南后街改造为仿古风格的传统文化商业休闲步行街 ，其中恢复了一些花灯、裱褙、书坊等福州传统工艺的老字号，两侧部分坊口或巷口的牌坊得到修复。